# Matthew Specktor
Matthew Specktor (* 1966) je americký romanopisec. Narodil se v Los Angeles a studoval na Hampshire College (absolvoval v roce 1988). Později studoval ještě na soukromé škole Warren Wilson College, kterou dokončil v roce 2009. Svůj první román, který dostal název That Summertime Sound, vydal v roce 2009. Později vydal knihy The Sting (2011) a American Dream Machine (2013). Rovněž se věnoval psaní scénářů. Pracoval například na adaptaci knihy The Transit of Venus od australské spisovatelky Shirley Hazzard.

## Dílo
- That Summertime Sound (2009)
- The Sting (2011)
- American Dream Machine (2013)